# Magne de Tars
Magne de Tars (en llatí Magnus, en grec antic Μάγνος Κλινικός) va ser un metge grec nadiu de Tars a Cilícia que hauria viscut al començament del segle ii. Asclepíades Farmació menciona algunes de les seves fórmules mèdiques, que són reproduïdes per Galè.